# 9K37 Buk
9K-37 Buk (rusko 9К-37 Бук – bukev) je sistem zračne obrambe srednjega dosega, razvit za Sovjetske in Ruske oborožene sile.

## Zgodovina
Sistem 9K-37 Buk je nasledil sistem 2K-12 Kub. Njegov razvoj se je začel 17. januarja 1972.
V razvoj je bilo vključenih več oblikovalskih birojev, ki so danes del koncerna Almaz-Antej – vodilni je bil Znanstveno-raziskovalni institut za izdelavo pribora V. V. Tihomirova iz Žukovskega, Raziskovalni oblikovalski biro Novator L. B. Ljuljeva iz Jekaterinburga pa je razvil izstrelke.
Namen sistema Buk, je bil razviti sistem zračne obrambe srednjega dosega, ki bi presegel sistem 2K-12 Kub v vseh parametrih in njegovi oblikovalci, vključno z glavnim oblikovalcem Ardalionom Rastovom, so leta 1971 obiskali Egipt, da bi videli delovanje sistema. Sistema Kub in Buk uporabljata samohodne raketomete, ki jih je razvil Ardalion Rastov in posledično vozila z raketami Buk uporabljajo lastni radar.
Različico 3S-90 Uragan (na rušilcih razreda Sarič in moderniziran sistem 3S-90M Štil-1 na fregatah razreda Burevestnik) za Sovjetsko in Rusko vojno mornarico je razvil Morski znanstvenoraziskovalni institut elektrotehnike Altair iz Moskve pod vodstvom glavnega oblikovalca G. N. Volgina.
S sistemom 9K-37 Buk v lasti ruske vojske so 17. julija 2014 proruski separatisti med vojno v Donbasu v vzhodni Ukrajini sestelili potniško letalo Boeing 777, ki je letelo iz Amsterdama v Kuala Lumpur. Umrlo je vseh 298 ljudi na krovu.

## Uporabniki
Sistem 9K-37 Buk uporabljajo Rusija, Alžirija, Armenija, Azerbajdžan, Belorusija, Ciper, Egipt, Gruzija, Indija, Iran, Kazahstan, Kitajska, Pakistan, Severna Koreja, Sirija, Ukrajina, Venezuela.